# Billy Talent
Billy Talent — канадський рок-гурт з Місісаґи, Канада. Гурт сформувався в 1993 році, склад гурту: вокаліст Бенджамін Ковалевич, гітарист Ієн Д'са, бас-гітарист Джонатан Галлант та барабанщик Арон Соловонюк.
Учасники гурту зустрілись та грали разом в школі Our Lady of Mount Carmel під назвою гурту Pezz. Гурт змінив назву на Billy Talent через правові проблеми зі старою назвою. Саме тоді Ковалевич зв'язався з представником лейблу Warner Music Canada A&R, який привів гурт до неймовірного успіху. З того часу, Billy Talent записали два мультиплатинові альбоми в Канаді, та продовжують розширювати свій успіх за кордоном, це включає гастролі протягом 20 місяців підтримку свого третього альбому Billy Talent III, випущеного 14 липня 2009 року, та четвертого альбому під назвою Dead Silence, 4 вересня 2012 року. На підтримку Dead Silence проведений повний тур по Великій Британії протягом жовтня та листопада 2012 року.

## Історія
Місцем народження гурту можна вважати Медоувейл (Медоувейл) і Стрітсвілль (Стрітсвілл) — розташовані поруч райони міста Місісаґи. У 1993 році Бенджамін Ковалевич і Джонатан Геллант входили до складу групи «To Each His Own», де Геллант грав на бас-гітарі, а Ковалевич на ударних. Потім Ковалевич перейшов на вокал, а його місце зайняв Арон Соловонюк. Пізніше до них приєднався гітарист Іан Ді'Сей. Так з'явився гурт Pezz.
У 1998 році він випустив перший альбом під назвою Watoosh! (Записаний в студії «Great Big» Музика), але через рік музиканти зіткнулися з юридичної проблемою, пов'язаною з правом на назву групи. Річ у тому, що у Мемфісі (штат Теннессі, США), вже існував панк-гурт з аналогічною назвою, що випустив перший запис у 1990 році. Канадським «Pezz» погрожував позов з вимогою виплати компенсації в 5 тис. доларів США американської компанії звукозапису BYO Records, яка в той час співпрацювала з американськими «Pezz».
В результаті назву довелося змінити на Billy Talent (її запропонував Бен Ковалевич), на честь одного з героїв роману Hard Core Logo, написаного Майклом Тернером.
Поступово Billy Talent набували все більшої популярності. Їхні пісні стали більше схожі на панк-рок і звучали помітно агресивніше, ніж попередні творіння (спочатку музиканти грали в стилі, близькому до хіп-хопу). У вересні 2001 року виходить сингл «Try Honesty», що сприяв успіху групи. Тепер на неї звертають увагу не лише слухачі, а й великі звукозаписні компанії Канади. У результаті музиканти підписали контракт з Atlantic Records і Warner Music, а восени 2003 року виходить альбом, перший під нинішньою назвою (через те, що Watoosh! вийшов під ім'ям Pezz). За «Try Honesty» були не менш успішні сингли «The Ex», «River Below» і «Nothing to Lose».
Період з 2004 по 2005 рр.. гурт проводить у турне містами Канади, США та Європи. У червні 2006 року альбом Billy Talent у Канаді набуває статусу 3x Platinum, але в Сполучених Штатах великого успіху не має.
27 червня 2006 в музичних салонах Канади з'явився черговий альбом. Він мав вражаючий успіх: за тиждень було розпродано 48 тис. примірників, і реліз піднявся на вершини канадських чартів. Скоро він отримує звання 2x Platinum (у Німеччині альбом набуває статусу золотого). За кілька місяців до релізу в інтернеті з'явилися деякі пісні з альбому. Саме ж видання вражає своєю оригінальністю та різноманітністю: агресивну музику змінюють мелодійні приспіви, оптимістичне чергується з похмурим.
З 24 березня 2007 Billy Talent проводить перший тур трьома містами Австралії: Брисбен, Мельбурн та Сідней.
Четвертий студійний альбом — Billy Talent III був записаний з продюсером Брендоном О'Браєном і випущено 10 липня 2009 року на території Бельгії, Швейцарії, Німеччини, Австрії, Італії та Нідерландів, 13 липня поступив в продаж у Великій Британії, Франції, Норвегії, Данії, ПАР та Ірландії, 14 липня — в Канаді, Фінляндії, Швеції та Іспанії, 17 липня — в Австралії та Новій Зеландії, 22 вересня — в США, 11 листопада 2009 географія випуску альбому поповнилася Японією.
На даний час гурт влаштувався в Торонто.
10 жовтня 2011 році було оголошено про початок запису нового альбому. 11 вересня 2012 року відбувся офіційний реліз альбому Dead Silence, робота над яким тривала з 28 листопада 2011 року. В альбом увійшли 14 композицій: «Lonely Road to Absolution», «Viking Death March», «Surprise Surprise», «Runnin' Across the Tracks», «Man Alive!», «Dead Silence» та ін. Обкладинку до альбому створив відомий графічний художник Кен Тейлор.
Першим синглом нового альбому Billy Talent стала пісня «Viking Death March», випущений 25 травня 2012 року.

## Склад
- Бенджамін Ковалевич — вокал, гітара;
- Ієн Д'са — електронна гітара, бек-вокал;
- Джонатан Галлант — бас-гітара, бек-вокал;
- Арон Соловонюк — ударні.

## Зв'язок з Україною

### Концерти
- 25-го листопада 2012 року гурт Billy Talent виступив в київському клубі «Stereo Plaza». Концерт відбувся в рамках туру на підтримку альбому музикантів Dead Silence.[5]
- 29-го липня 2017 року гурт виступив в київському клубі «Atlas». Концерт відбувся в рамках туру на підтримку п'ятого студійного альбому музикантів Afraid of Heights.[6][7] На «розігріві» виступив молодий британський рок-гурт Tigress.

### Проєкти
- В січні 2023 року записали разом із львівським панк-рок гуртом «Бетон» пісню «Ми не самі». Пісню створено в рамках проєкту Ukrainian Artists United, мета якого полягає в демонстрації українського культурного опору під час війни[8].

## Дискографія
Студійні альбоми
- 1998 — Watoosh! (Pezz)
- 2003 — Billy Talent
- 2006 — Billy Talent II
- 2009 — Billy Talent III
- 2012 — Dead Silence
- 2016 — Afraid of Heights
- 2022 — Crisis of Faith[en]